# Kazimierz Joksz
Kazimierz Joksz (ur. 18 lutego 1938 roku we wsi Tarnowa, w powiecie wolsztyńskim, zm. 26 lipca 2013 roku w Zielonej Górze) – polski nauczyciel, działacz społeczny, radny gminy Wolsztyn, sołtys wsi Wroniawy, twórca Muzeum Regionalnego.

## Życiorys
Był synem Stanisława (zm. 1942) i Stefanii z domu Skrzypek (zm. 1957), prowadzących gospodarstwo we wsi Tarnowa. Naukę rozpoczął w Szkole Podstawowej w rodzinnej Tarnowie, po czym podjął naukę w Liceum Pedagogicznym w Sulechowie w województwie zielonogórskim, które ukończył w 1959 roku. Pracę zawodową podjął w Zakładzie Wychowawczym w Babimoście jako wychowawca. W 1962 roku po dwuletnim okresie nauki w Zielonej Górze ukończył Studium Nauczycielskie i obronił pracę dyplomową z zastosowania tworzyw sztucznych w nauczaniu w szkole podstawowej.
W 1966 roku podjął pracę w Domu Dziecka w Gościeszynie w powiecie wolsztyńskim jako wychowawca. W związku z nauczycielskim charakterem jego pracy w 1968 roku ukończył kurs zorganizowany przez Kuratora Okręgu Szkolnego w Łodzi z zakresu resocjalizacji i opieki nad młodzieżą. Ogólnopolski egzamin złożył w Piotrkowie Trybunalskim przed Kuratorem Łódzkim.
15 sierpnia 1969 roku został dyrektorem Szkoły Podstawowej we Wroniawach, gdzie aktywnie udzielał się na rzecz społeczności lokalnej, między innymi poprzez stworzenie przyszkolnego parku wiejskiego, "góry saneczkowej" oraz organizowanie corocznego lodowiska dla młodzieży. Był inicjatorem Społecznego Komitetu Rozbudowy Szkoły we Wroniawach, efektem prac którego oddanie całości budynku szkoły do użytku nastąpiło już w 1985 roku. Joksz przygotował także pełną dokumentację pod budowę sali gimnastycznej, co pozwoliło na zrealizowanie tej inwestycji w późniejszym czasie.
Pracując zawodowo pamiętał także o samodoskonaleniu - kontynuował podnoszenie kwalifikacji na studiach w Wyższej Szkole Pedagogicznej w Zielonej Górze na Wydziale Matematyczno–Przyrodniczym na kierunku Technika, którą z tytułem magistra ukończył w 1977 roku.
Należał do Związku Nauczycielstwa Polskiego, pełniąc funkcję prezesa Zarządu Gminnego; uczestniczył czynnie w sesjach postępu pedagogicznego.

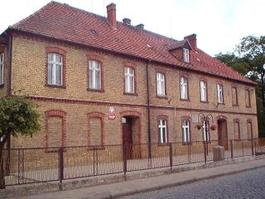
Szkoła Podstawowa we Wroniawach oraz budynek Muzeum Regionalnego

W latach osiemdziesiątych został dwukrotnie wybrany na radnego gminy Wolsztyn. Był w tym okresie inicjatorem utworzenia Komitetu Budowy Gazociągu we Wroniawach, dzięki czemu od początku lat 90. XX wieku mieszkańcy tej wsi korzystają z przesyłowego gazu ziemnego.
Po transformacji ustrojowej Joksz został wybrany na sołtysa wsi Wroniawy, urząd pełnił przez okres jednej kadencji (lata 1990–1994).
Był honorowym członkiem Straży Pożarnej we wsi Wroniawy, należał do inicjatorów budowy kościoła Miłosierdzia Bożego we Wroniawach. W 2011 roku utworzył we Wroniawach Muzeum Regionalne, które funkcjonuje obecnie jako izba pamięci regionalnej. Był inicjatorem oraz fundatorem tablicy pamiątkowej we Wroniawach, poświęconej nauczycielce Ewie Gortat. Tablicę odsłonięto w Dzień Nauczyciela w 2012, przy licznym udziale przedstawicieli władz gminnych i powiatowych.
Jego biografia w 2007 roku została umieszczona wśród zasłużonych postaci powiatu wolsztyńskiego w publikacji Wolsztyński słownik biograficzny (część II) pod redakcją Czesława Olejnika, wydanej przez Bibliotekę Publiczną Miasta i Gminy Wolsztyn.

## Odznaczenia
- Brązowy Krzyż Zasługi
- Nagroda Ministra Oświaty i Wychowania
- Złota Odznaka ZNP
- Nagroda Kuratora Oświaty

## Publikacje
- Dzieje Wroniaw (2013)